# Теньгушевське сільське поселення
Теньгу́шевське сільське поселення (рос. Теньгушевское сельское поселение) — муніципальне утворення у складі Теньгушевського району Мордовії, Росія. Адміністративний центр — село Теньгушево.

## Історія
Станом на 2002 рік існували Красноярська сільська рада (присілки Красний Яр, Телімерки, селище Березово) та Теньгушевська сільська рада (села Атеніно, Башкирці, Теньгушево, присілки Вечкідеєво, Дудниково).
17 травня 2018 року ліквідоване Красноярське сільське поселення (присілки Красний Яр, Телімерки, селище Березово) було включено до складу Теньгушевського сільського поселення.

## Населення
Населення — 4176 осіб (2019, 5135 у 2010, 5190 у 2002).

## Склад
До складу поселення входять такі населені пункти:
| Населений пункт      | Населення, осіб (2002) | Населення, осіб (2010) |
| -------------------- | ---------------------- | ---------------------- |
| Атеніно, село        | 6                      | 5                      |
| Башкирці, село       | 189                    | 175                    |
| Березово, селище     | 43                     | 27                     |
| Вечкідеєво, присілок | 199                    | 171                    |
| Дудниково, присілок  | 194                    | 159                    |
| Красний Яр, присілок | 333                    | 276                    |
| Теньгушево, село     | 4103                   | 4230                   |
| Телімерки, присілок  | 123                    | 92                     |